# Kedge Business School
KEDGE Business School is een Franse businessschool en Grande École die anno 2020 over 8 campussen beschikt: in Parijs, Bordeaux, Marseille, Toulon, Dakar, Abidjan, Suzhou en Shanghai. 
De school is ontstaan in 2013 uit een fusie van Euromed Management (opgericht in 1872 als École Supérieure de Commerce de Marseille) en Bordeaux École de Management (BEM, opgericht in 1874 als École Supérieure de Commerce de Bordeaux). In 2019 plaatste de Financial Times Kedge als 31e in de rangschikking van European Business Schools. De programma’s van de school zijn geaccrediteerd door de drie internationale labels die de kwaliteit van de geboden opleidingen garanderen: AMBA, EQUIS, en AACSB.